# Вахтовый посёлок
Вахтовый посёлок, вахтовый городок — населённый пункт, представляющий собой комплекс жилых, санитарных, культурно-бытовых и хозяйственных зданий и сооружений, предназначенных для обеспечения жизнедеятельности (кратковременного проживания) работников, привлекаемых к работам вахтовым методом, а также обслуживания строительной техники, автотранспорта и хранения запасов ТМЦ.

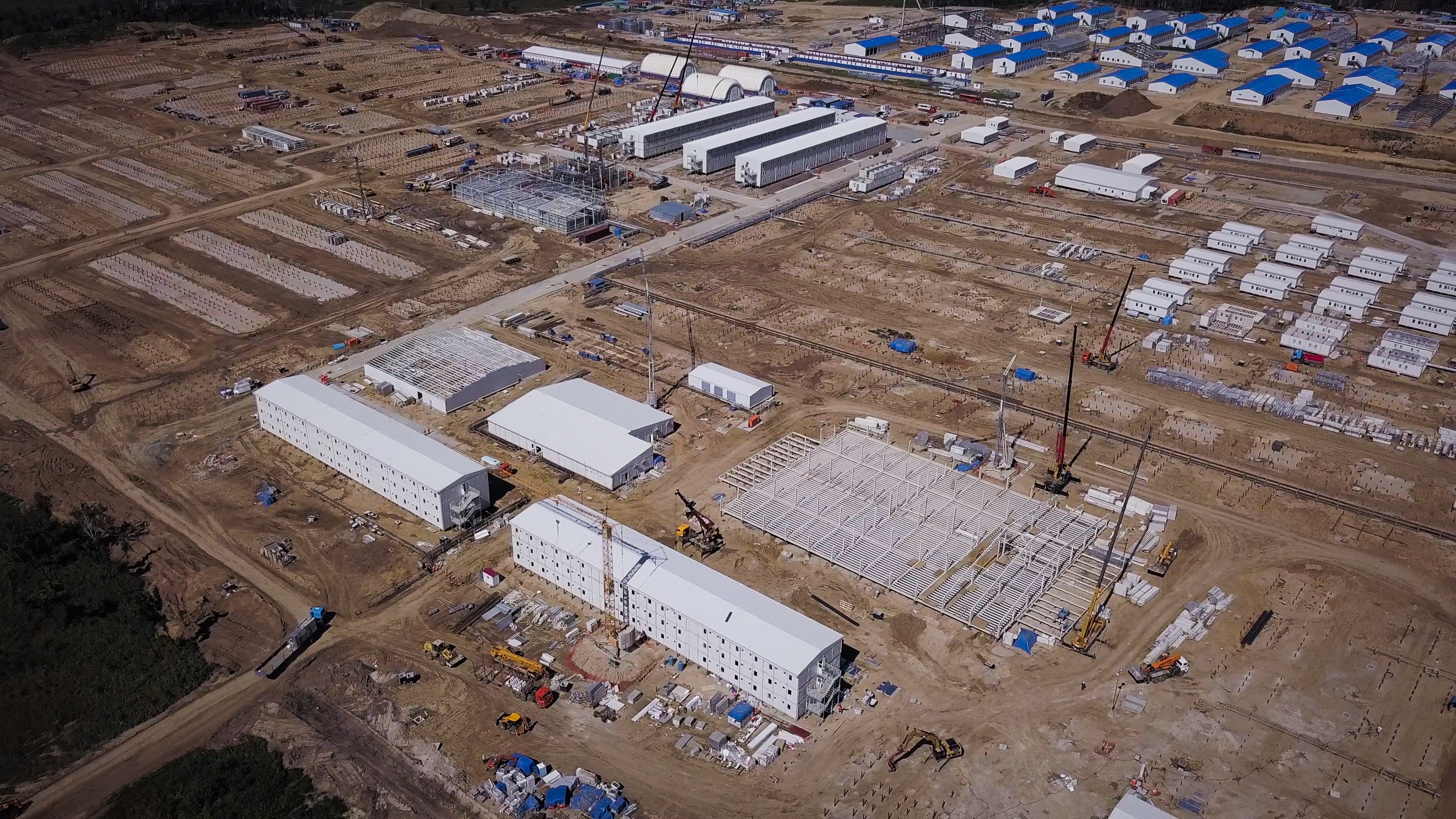
Строительство вахтового посёлка Амурского ГПЗ

## Условия строительства
Вахтовые посёлки строятся при месторождениях полезных ископаемых, дорожном строительстве, рыбопромысловых участках и тому подобное, когда не может быть обеспечено ежедневное возвращение работников к месту постоянного проживания.
В Российской Федерации — России, согласно Трудовому кодексу вахтовый посёлок должен отвечать определённым требованиям, выполнение которых полностью обеспечивается работодателем. А именно в посёлке должны присутствовать:
- электро-, водо,- и теплоснабжение;
- почтово-телеграфная связь;
- организация питания, отдыха и досуга;
- медицинское, торгово-бытовое и культурное обслуживание[2].

В дальнейшем ВП может стать постоянным населённым пунктом (местом постоянного проживания), например рабочим посёлком. На современных объектах как правило вахтовый городок состоит из быстровозводимых модульных зданий: общежития, прачечная, магазин, офисные помещения, столовая, контрольно-пропускной пункт. 